# Ходжир
Ходжир (перс. خجیر‎) — село на севере Ирана, в остане Тегеран. Входит в состав шахрестана Пардис. Является частью дехестана (сельского округа) Сеидабад бахша Джаджруд.

## География
Село находится в центральной части остана, на правом берегу реки Джаджаруд, на расстоянии приблизительно 7 километров (по прямой) к юго-западу от города Пардис, административного центра шахрестана. Абсолютная высота — 1336 метров над уровнем моря.

## Население
По данным переписи 2006 года население села составляло 579 человек (329 мужчин и 250 женщин). В Ходжире насчитывалось 159 домохозяйств. Уровень грамотности населения составлял 82,7 %. Уровень грамотности среди мужчин составлял 82,7 %, среди женщин — 82,8 %.